# Planeta desértico

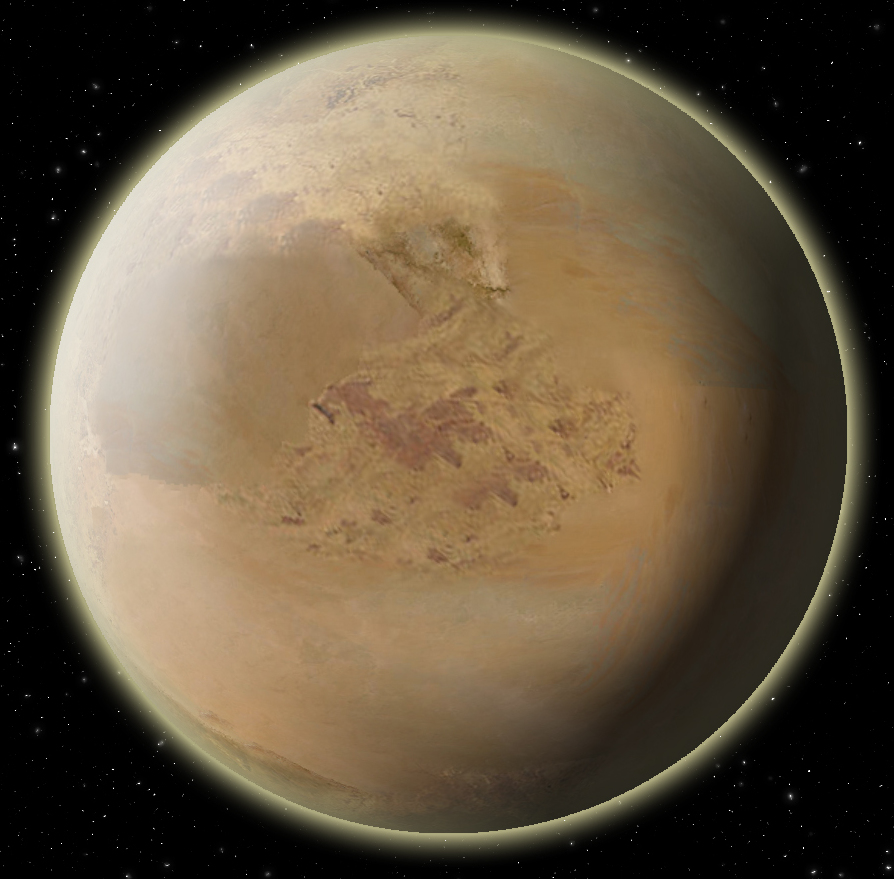
Impressão artística de um planeta desértico.

Um planeta desértico é um planeta com um único ou maioritário bioma climático, desértico, com pouca ou nenhuma precipitação. Marte é considerado um planeta desértico, por definição, embora o termo é aplicado principalmente aos planetas que podem se tornar habitável, ao contrário de um planetas estéreis.
É um tema relativamente comum na ficção científica, o conceito inclui ambos os planetas reais e fictícios e, por vezes acompanhados por elementos do despotismo hidráulico. Talvez os exemplos mais famosos da ficção são Arrakis, o cenário para a maior parte da série Duna de romances de Frank Herbert e Tatooine do universo Star Wars.

## Habitabilidade
Um estudo recente sugeriu que os planetas desértico não só tem a capacidade de suportar a vida, mas pode ser mais comum do que planetas como a Terra. Esta previsão baseia-se em sua maior zona habitável em relação a planetas com água líquida.
No mesmo estudo também se especulou que Vênus pode ter sido um planeta desértico habitável até há um bilhão (mil milhões) de anos. Acredita-se que o mesmo pode ter ocorrido em Marte quando perdeu seus oceanos, e que a vida marciana pode ter existido em tempos mais recentes e ainda hoje, refugiando-se em aquíferos subterrâneos. A própria Terra, como resultado do crescimento do Sol, vai se tornar um planeta desértico em um bilhão (mil milhões) de anos.
Apesar do que normalmente se pensa, um mundo desértico habitável provavelmente não precisa de ter um clima completamente uniforme. Provavelmente, teria um pouco de água perto da superfície dos seus polos, embora o padrão de tempo depende em grande parte os outros organismos, ao longo da inclinação axial.
O estudo realizado em 2013 concluiu que pode haver planeta desértico quente sem efeito estufa fugitivo a 0,5 UA em torno de estrelas semelhantes ao Sol. Nesse estudo, concluiu-se que é necessário no mínimo 1% de umidade para limpar o dióxido de carbono na atmosfera, mas água demasiada pode atuar como um gás de efeito estufa. Pressões atmosféricas mais altas aumentam a gama onde a água pode permanecer líquida.